# Nouna

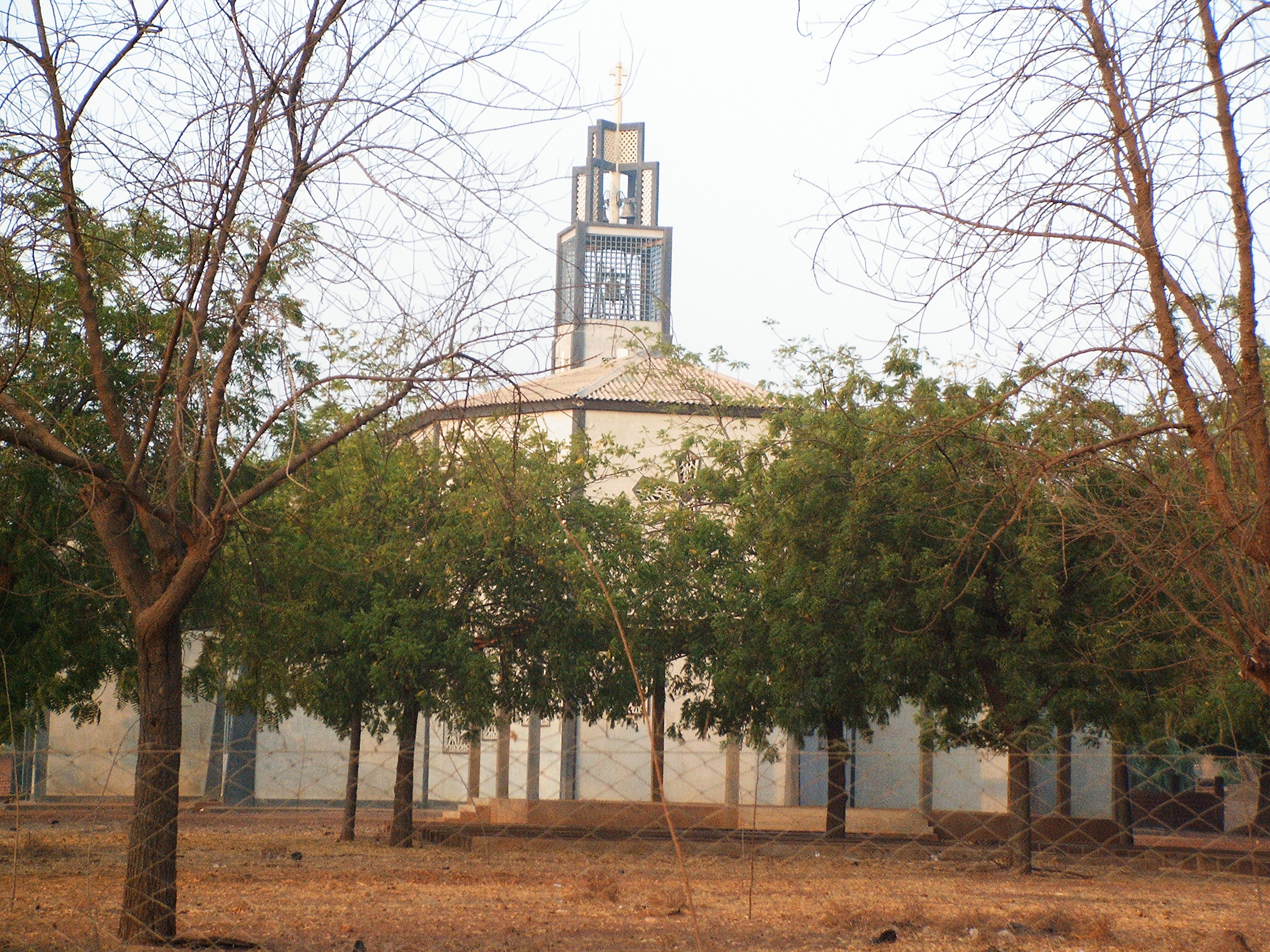
Kyrka i Nouna.

Nouna är en stad och kommun i Burkina Faso och är administrativ huvudort för provinsen Kossi. Staden hade 22 166 invånare vid folkräkningen 2006, med totalt 73 006 invånare i hela kommunen.